# Ruslan Aljachno

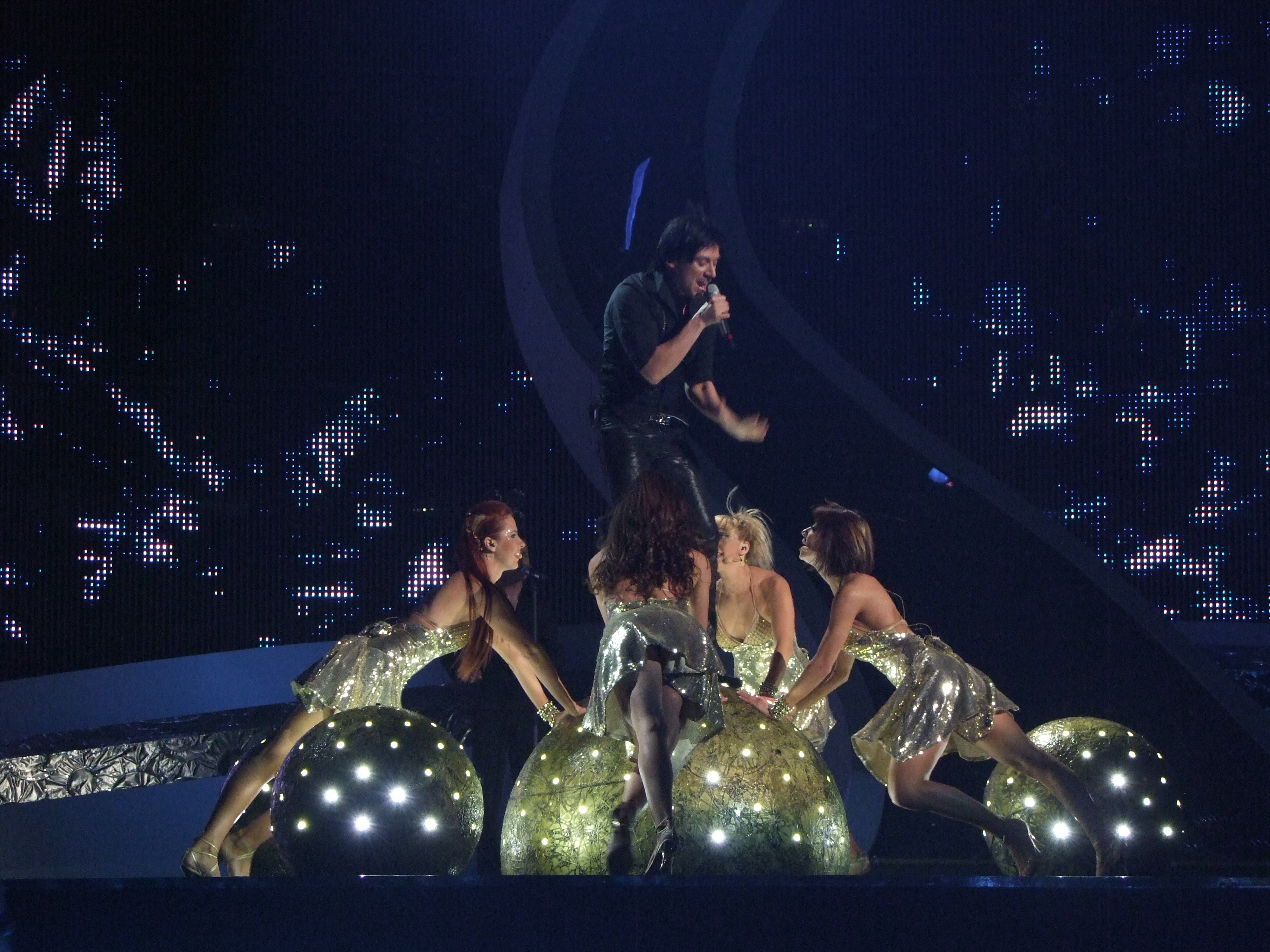
Ruslan Alehno vid semifinalen i Belgrad.

Ruslan Aljachno (belarusiska: Руслан Аляхно, Ruslan Aljachno, ryska: Руслан Алехно, Ruslan Alechno) är en sångare född 14 oktober 1981 i Minsk, Vitryska SSR, Sovjetunionen.
Han vann den ryska motsvarigheten av Idol och tävlade i den vitryska uttagningen till Eurovision Song Contest 2008 med låten Hasta la Vista. Bidraget vann den nationella finalen och representerade landet i Belgrad, Serbien. Där lyckades han inte ta sig till final via semifinalen och slutade i den på 17:e plats med 27 poäng. 

## Diskografi
- Neobiknovennaya (2005)
- Rano Ili Pozdno (2005)